# Susanna Ronconi
Susanna Ronconi (Venezia, 29 giugno 1951) è una brigatista, terrorista e saggista italiana, membro delle Brigate Rosse prima e di Prima Linea poi.

## Biografia
Poco più che ventenne fece parte, assieme a Roberto Ognibene, Fabrizio Pelli, Giorgio Semeria, Martino Serafini, del commando delle Brigate Rosse autore dell'assalto avvenuto nella sede del MSI di Padova del 17 giugno 1974; il commando assassinò due persone, Graziano Giralucci e Giuseppe Mazzola. A sparare materialmente fu Pelli, l'unico "autorizzato" dalle BR, mentre Susanna Ronconi ebbe funzione di palo e raccolse i documenti sottratti dalla sede MSI. Fu il primo omicidio, sebbene non premeditato, commesso dalle Brigate Rosse.
Pelli morì di leucemia in carcere prima della sentenza, Ognibene fu condannato a 18 anni di reclusione, Ronconi e Semeria a 12 anni, Serafini a sette anni e sei mesi.
Fu anche esecutrice con altri militanti di Prima Linea dell'omicidio del professore Alfredo Paolella. Fu arrestata a Firenze il 3 dicembre 1980 dopo sei anni di latitanza. Il 3 gennaio 1982 Ronconi, insieme a Marina Premoli, Loredana Biancamano e Federica Meroni, evasero dal carcere di Rovigo, grazie all'azione di un gruppo di militanti (guidati da Sergio Segio, compagno e in seguito marito – i due si sposarono in carcere – di Ronconi) che fece saltare per aria un muro di cinta del penitenziario, provocando accidentalmente la morte di un passante, Angelo Furlan, falegname in pensione di 64 anni, colpito da una scheggia mentre portava a spasso il cane.
Dopo l'evasione, in seguito alla scissione di PL, aderisce ai Comunisti Organizzati per la Liberazione Proletaria, mentre Segio capeggia il Nuclo di comunisti; le due organizzazioni, nonostante alcune differenze di approccio, collaborarono in più occasioni. Il 21 gennaio del 1982, a seguito di un posto di blocco a Monteroni d'Arbia, alle porte di Siena, sparò e uccise, insieme a Sonia Benedetti, due giovani carabinieri ausiliari: Euro Tarsilli e Giuseppe Savastano.
Arrestata nuovamente il 28 ottobre dello stesso anno, fu condannata a 22 anni di reclusione. Anche lei, come gli altri appartenenti al gruppo di Prima Linea, si dissocerà, dichiarando conclusa l'esperienza della lotta armata.  Nel 1989 ottiene un primo permesso d'uscita e nel 1991 conseguirà un lavoro all'esterno e poi la semilibertà. Nel 1998 finisce di scontare la pena, ridotta dai benefici di legge.

### Attività istituzionali
Lavora per il Gruppo Abele di don Ciotti e per ASL e Comuni, soprattutto in Toscana e Lombardia, occupandosi di tematiche legate agli stupefacenti. All'epoca del secondo governo Prodi, il ministro Livia Turco aveva espresso la volontà di inserirla con un ruolo di consulente ministeriale per la lotta alla droga, a cui rinunciò per via di alcune proteste.
Il 5 dicembre 2006 il ministro per la Solidarietà sociale, Paolo Ferrero del Partito della Rifondazione Comunista (PRC), nomina Susanna Ronconi membro della Consulta Nazionale delle tossicodipendenze. Il 2 marzo 2007 si apprende che il ministro è indagato. Il reato ipotizzato dalla Procura di Roma, secondo quanto scrive il Corriere della Sera, sarebbe quello di abuso d'ufficio per aver dato un incarico a un soggetto interdetto dai pubblici uffici. A seguito delle polemiche Susanna Ronconi si dimette e il ministro le revoca la nomina.

## Attività di scrittura
Ha scritto testi autobiografici, sulle droghe e, da femminista, ha analizzato per prima il pericolo di un "populismo penale di tipo femminile e femminista" in Italia, intendendo per ciò la tendenza e la pratica di delegare al codice penale (e alla pena) il fronteggiamento di questioni sociali complesse, quali appunto quelle di genere, facendo inoltre prevalere una funzione simbolica del penale, e caricando di conseguenza ogni sentenza nel merito e ogni pena comminata di questa responsabilità simbolica, venendo meno inoltre ai principi del garantismo in fase di giudizio.

## Libri
- Città, droghe, sicurezza. Uno sguardo europeo tra penalizzazione e welfare, Monica Brandoli e Susanna Ronconi.
- Recluse, lo sguardo della differenza femminile sul carcere, Susanna Ronconi e Grazia Zuffa
- Droghe e autoregolamentazione. Note per consumatori e operatori, Susanna Ronconi e Grazia Zuffa
- Miccia corta, una storia di prima linea, Sergio Segio.

## Curiosità
- Susanna Ronconi, nel film di Renato De Maria, La prima linea, uscito nelle sale nel 2009, è interpretata da Giovanna Mezzogiorno.